# Ulrich Rück
Ulrich Rück (Norimberga, 18 ottobre 1882 – Norimberga, 6 novembre 1962) è stato un chimico e collezionista di strumenti musicali tedesco.

## Vita
Insieme a suo fratello Hans Ulrich Rück continuò la collezione di strumenti musicali storici che il padre Wilhelm Rück aveva fondato a Norimberga intorno all'anno 1880. Soprattutto negli anni trenta la ingrandì notevolmente. Poco prima della sua morte trasferì la collezione, costituita da 1500 oggetti, al Germanisches Nationalmuseum di Norimberga. Dopo la Seconda guerra mondiale fu l'ultima collezione privata di strumenti musicali storici di questa dimensione ed importanza in Europa. Altresì, Ulrich Rück promosse l'esecuzione degli strumenti musicali storici. Collaborarò con musicisti di tutta l'Europa e mantenne relazioni con restauratori, soprattutto con Otto Marx che già ebbe cura della collezione Heyer (Colonia/Lipsia). Uno dei progetti più importanti organizzati da Rück fu il restauro del pianoforte a coda di Wolfgang Amadeus Mozart nel patrimonio del Mozarteum di Salisburgo nell'anno 1937. Informazioni sulla storia della collezione e dei lavori di restauro danno le note, le fotografie e la vasta corrispondenza dell'eredità di Rück che va conservata al Germanisches Nationalmuseum di Norimberga.

## Opera
- Mozarts Hammerflügel erbaute Anton Walter, Wien. Technische Studien, Vergleiche und Beweise, in: Mozart-Jahrbuch 1955 (1956), p. 246-286